# تپه میمز
تپه میمز مربوط به دوران پیش از تاریخ ایران باستان است و در شهرستان کرمانشاه، جلگه ماهیدشت واقع شده و این اثر در تاریخ ۱۹ تیر ۱۳۴۸ با شمارهٔ ثبت ۸۵۵ به‌عنوان یکی از آثار ملی ایران به ثبت رسیده است.